# 若雷神社
若雷神社（わからいじんじゃ）は、神奈川県横浜市港北区新吉田町にある神社である。

## 祭神
別雷命
明治41年、近隣の神社14柱、天照大神　大己貴尊　稲倉魂尊　市杵嶋姫尊 　豊受姫尊　伊弉諾尊　大山咋尊も合祀された。

## 歴史
清和天皇の時代（9世紀後半）に賀茂別雷神社（上賀茂神社）から別雷命を勧請したのが始まりと伝えられる。寛政10年（1798年）には社殿再建に先立ち、吉田神社より春日神を勧請、これが当地名「吉田」の由来とされる。
1935年（昭和10年）10月、『横浜貿易新報』の読者投票により県下名勝史蹟四十五佳選に選定された。

## 社格

### 神階
若雷神
- 貞観6年（864年）7月27日 - 従五位上（日本三代実録）

### 近代社格制度
若雷神社
- 大正2年（1913年）7月8日 - 村社

## 社殿・境内
- 大正12年（1923年）関東大震災により社殿が倒壊したが、元の材料に新材を加えて大正14年に再建。昭和47年（1972年）には旧社殿主部分を内蔵した新社殿を再建した。
- 摂社は、稲荷社と春日社。

## 所在地・交通
神奈川県横浜市港北区新吉田町3490
- 横浜市営地下鉄ブルーライン新羽駅下車徒歩19分